# Rahouia
Rahouia là một đô thị thuộc tỉnh Tiaret, Algérie. Dân số thời điểm năm 2002 là 19.644 người.